# Реінкарнація зла
«Реінкарнація зла» — кінофільм режисера Лізи Комрі, що вийшов на екрани в 2007 році.

## Зміст
Сарі 17. Волею долі вона опинилася мешканкою віддаленого пансіонату. Навколо практично немає людей, а містечко виглядає сонним і неживим. Та з його історією пов'язана страшна таємниця, у якій замішані потойбічні сили. І героїні проти своєї волі доведеться стати свідком і активним учасником подій, від яких холоне кров.

## Ролі
| Актор              | Роль |
| ------------------ | ---- |
| Курт Браун         | -    |
| Трістон Коулмен    | -    |
| Брайан Комрі       | -    |
| Ден Комрі          | -    |
| Рик Комрі          | -    |
| Алессандра Даніель | -    |
| Ніколь Де Кото     | -    |
| Патриція Дімі      | -    |
| Сільвія Енріке     | -    |
| Джо Момма Ернст    | -    |

## Знімальна група
- Режисер — Ліза Комрі
- Сценарист — Джон Комрі, Ліза Комрі
- Продюсер — Фред Комрі, Джон Комрі, Ліза Комрі
- Композитор — Джозеф Конлан